# San Julián de Cela
Pour les articles homonymes, voir San Julián et Cela.
San Julián de Cela ou Cela est une paroisse civile de la province de La Corogne en Espagne, faisant partie de la commune de Cambre. Selon le registre municipal, elle comptait 413 habitants en 2004. Elle est le lieu de naissance vers 1685 de Pedro de Castro y Figueroa qui fut nommé vice-roi de Nouvelle-Espagne en 1740.
43° 17′ 39″ N, 8° 20′ 42″ O : vue satellite de San Julián de Cela. 